# Квітянська культура
Квітянська культура, Постмаріупольська культура - археологічна культура мідної доби на терені степового Надчорномор'я та степового Подоння.

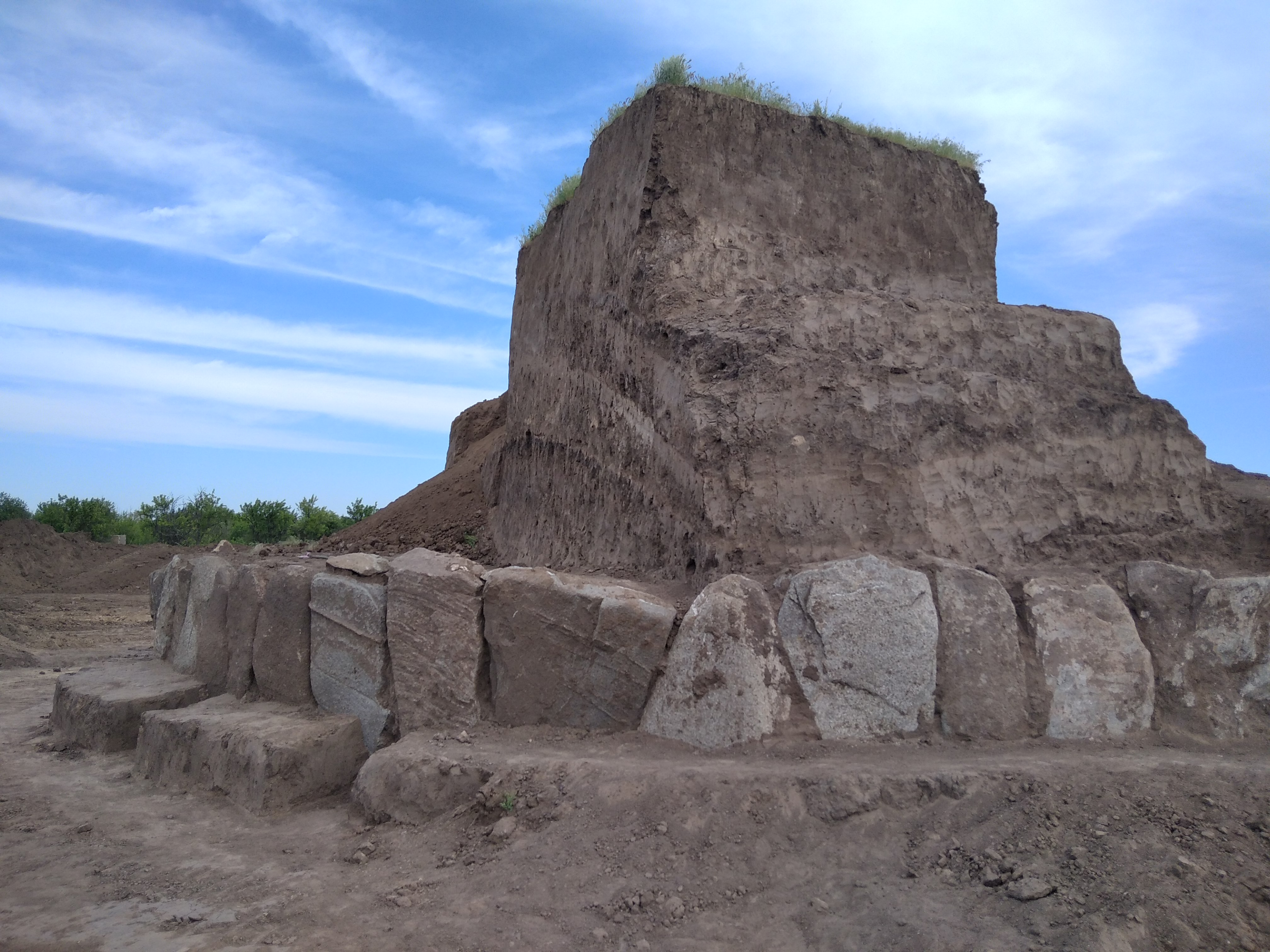
Курган у с.Новоолександрівка, споруджений над похованням квітянської культури (під час розкопок у травні 2021)

## Датування
Датовано 3800—3500 роками до н.е. за каліброваними радіовуглецевими датами.
Квітянська культура є пізнім періодом розвитку середньостогівсько-хвалинської культурної спільноти.

## Відкриття
Найдавніші розкопки курганів майбутньої квітянської культури здійснили археологи Дніпропетровського університету у 1970-ті роки у межиріччі Орелі та Самари. Ірина Ковальова виділила найдавніших енеолітичних підкурганних поховання із випростаною позою у постмаріупольську культуру.  Вперше на них звернула увагу Л.П. Крилова.
Вона вказала на неолітичні (маріупольські) витоки постмаріупольської культури, що випливає з поховального обряду. 
Згодом Ю.Я. Рассамакін досліджував цю культуру й надав ій точнішу назву -  квітянська культура, за поселенням у Квітяному буєраку у Надпоріжжі.

## Поширення

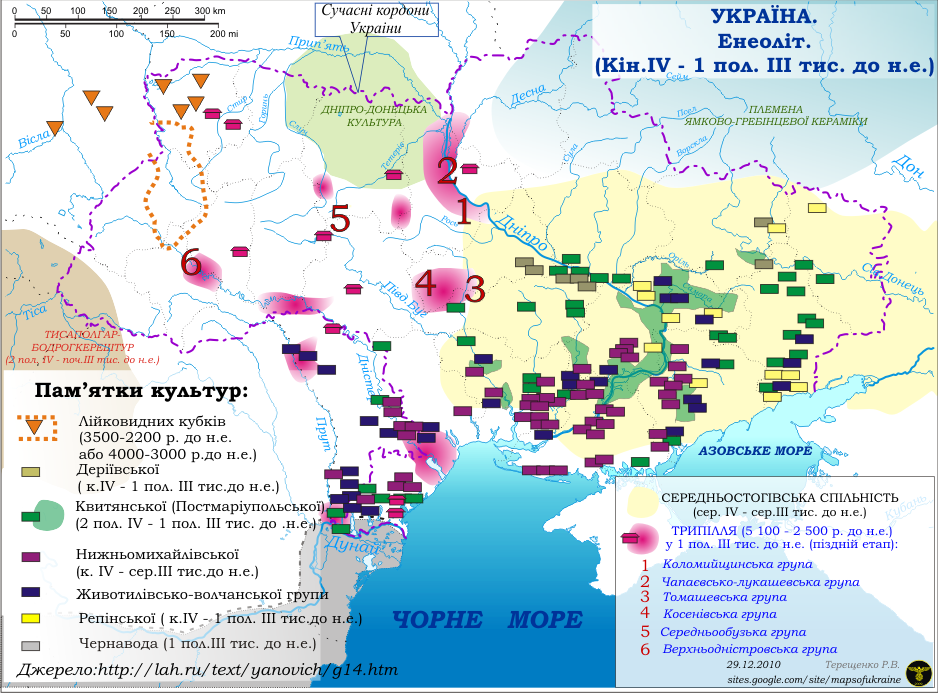
Землі України у мідну епоху. Квітянська культура (зелений колір)

Квітянські пам’ятки поширені переважно у степовій Україні, Молдові та Наддонні між Прутом і Доном. 
На півночі сусідствувала з Деріївською культурою, на північному заході - з Трипільською.

## Пам’ятки
Найвідоміше поселення у Надпоріжжі - балка Квітяна. 
Інші Новоолександрівка та балка Майорка.

## Поховання
Найвиразніший матеріал культури походить з підмогильних поховань. Ховали небіжчиків у вузьких ямах, випростаними, головами на схід. Випростана позиція небіжчиків йде від маріупольської традиції, а спорудження могильних насипів-курганів засвідчує вплив на квітянців попередньої скелянської культури.

## Господарство
Тваринництво переважно великої рогатої худоби. Під могилами виявлено рештки жертовних тварин. 

## Гончарство
У гончарстві продовжувалися загальні традиції середньостогівсько-хвалинської спільноти гостродонного посуду.

## Ливарництво
Біля міста Дніпро (Самарський острів та Верхня Маївка) виявлено найдавніші ливарні комплекси. 
Місеві металурги відносилися до циркумпонтійської металургійної провінції, що діяв у бронзовій добі й користувався як балканською, так і кавказькою сировиною. 
У ливарництві користувалися двобічними формами. Відливали сокири з провухом. Виготовляли багато дрібних бронзових прикрас. Поширилися фігурні вироби з підфарбованого каоліну та вохри. Кам’яні свердлені молоти та рогові келепи можливо були клейнодами (знаками влади) в похованнях можновладців.